# دبورا گلیسیو
دبورا گلیسیو (انگلیسی: Deborah Gelisio؛ زادهٔ ۲۶ فوریهٔ ۱۹۷۶) تیرانداز اهل ایتالیا بود.
وی در مسابقات کشوری و بین‌المللی در مجموع برندهٔ ۱ مدال نقره شده‌است.